# Hiligodu Ombolata
Hiligodu Ombolata is een bestuurslaag in het regentschap Gunungsitoli van de provincie Noord-Sumatra, Indonesië. Hiligodu Ombolata telt 1443 inwoners (volkstelling 2010).